# Rolf Andersson (skådespelare)
Rolf Bengt Morgan Andersson, född 23 maj 1942 i Karlstad, är en svensk dansare och skådespelare.

## Filmmanus
- 1977 – The Frozen Star

## Filmografi roller
- 1967 – Magnus (TV-serie)
- 1971 – Sound of Näverlur
- 1997 – Nattbuss 807

### Fotnoter
1. ↑  ”Rolf Andersson”. Svensk Filmdatabas. http://www.sfi.se/sv/svensk-filmdatabas/Item/?type=PERSON&itemid=69195&ref=%2ftemplates%2fSwedishFilmSearchResult.aspx%3fid%3d1225%26epslanguage%3dsv%26searchword%3drolf+andersson%26type%3dPerson%26match%3dBegin%26page%3d1%26prom%3dFalse. Läst 22 september 2012.